# Conrad al II-lea de Babenberg
Conrad de Babenberg (în germană Konrad von Babenberg; n. 1120 – d. 28 septembrie 1168, Salzburg) aparținând Casei de Babenberg, a fost episcop de Diecezei de Passau între 1148 și 1164 și arhiepiscop al Arhidiecezei Salzburg din 1164 sub numele Conrad al II-lea.

## Biografie
Conrad a fost fiul lui Leopold al III-lea (cel ulterior canonizat) și al soției sale Agnes de Waiblingen. Frații lui Conrad au fost: cronicarul Otto de Freising, Henric Jasomirgott, ducele Bavariei și Austriei și împăratul Conrad al III-lea (frate vitreg). Împăratul Frederic Barbarossa a fost unchiul lui Conrad. În 1140 el a devenit decan al catedralei din Utrecht, iar în 1143 decan al catedralei din Hildesheim. Din 1148 el a fost episcop de Passau sub numele de Conrad I.
În 1159 Conrad le-a acordat cetățenilor din Sankt Pölten un privilegiu jurisdicțional, care este foarte probabil cel mai vechi privilegiu acordat unui oraș din Austria. 
În ce privește schisma papală Conrad a luat o poziție foarte prudentă și a evitat orice partizanat fățiș cu papa Alexandru al III-lea, atunci când majoritatea membrilor conducerii Catedralei din Salzburg s-au aflat de partea acestuia. 
În 1164 după moartea lui Eberhard, arhiepiscopul de Salzburg, pe 29 iunie majoritatea clericilor eparhiali l-au ales pe Conrad ca succesor. Aceștia îl sprijineau pe papa Alexandru al III-lea împotriva lui Pascal al III-lea, candidat rival la tronul papal desemnat de împăratul Frederic Barbarossa. Tot în 1164 Conrad a respins recunoașterea antipapei Pascal al III-lea. Împăratul i-a cerut în mod repetat să treacă de partea sa.
Deoarece alegerea lui Conrad ca arhiepiscop de Salzburg avusese loc fără permisiunea împăratului, acesta a refuzat să-l învestească pe nepotul său cu însemnele regale (în germană Regalia) fără de care el nu putea să exercite drepturile suverane laice în episcopia sa. Din nefericire lui Conrad îi lipseau aptitudinile diplomatice și înalta reputație morală a fostului arhiepiscop, Eberhard. La dieta imperială ținută la Würzburg în mai 1165, Frederic i-a cerut să i se supună. Conrad a refuzat cu fermitate, iar pe 29 martie 1166 Frederic Barbarossa a impus interdicția imperială arhiepiscopiei de Salzburg.
La începutul anului 1166 la Nürnberg, Conrad fusese acuzat că a preluat ilegal stăpânirea arhiepiscopiei însă o condamnare concretă nu a existat. În anii care au urmat arhiepiscopia Salzburg a trebuit să treacă peste o încercare grea, pe care un contemporan a descris-o drept o „calamitate istorică” (historia calamitatum). Toate feudele arhiepiscopiei Salzburg dar și proprietățile private (alodiile) au fost date de împăratul Frederic celor ce îi erau loiali. Când orașul Salzburg și catedrala au ars în 1167, vina a fost pusă pe seama puternicilor conți de Plain, care ar fi executat ordinul împăratului de a incendia orașul.

Modelul stemei arhiepiscopului de Salzburg

Contele de Plain a fost însărcinat cu preluarea conducerii eparhiei. Conrad a fugit din Salzburg, mai întâi la Friesach și apoi la Admont, de unde a încercat să administreze ceea ce mai rămăsese din eparhia sa și feudele ei.
După succesele inițiale repurtate de Frederic Barbarossa, a cărui armată puternică l-a învins și alungat din Roma pe papa Alexandru al III-lea în 1167, el a fost nevoit să se întoarcă în teritoriile germane după ce o epidemie de malarie izbucnise în tabăra sa. Arhiepiscopul Conrad a murit la scurt timp după întoarcerea împăratului în teritoriile gemane. Probabil Conrad a ajuns totuși la o înțelegere cu împăratul Frederic puțin timp înainte de moartea sa. 